# Ferdinand Regelsberger

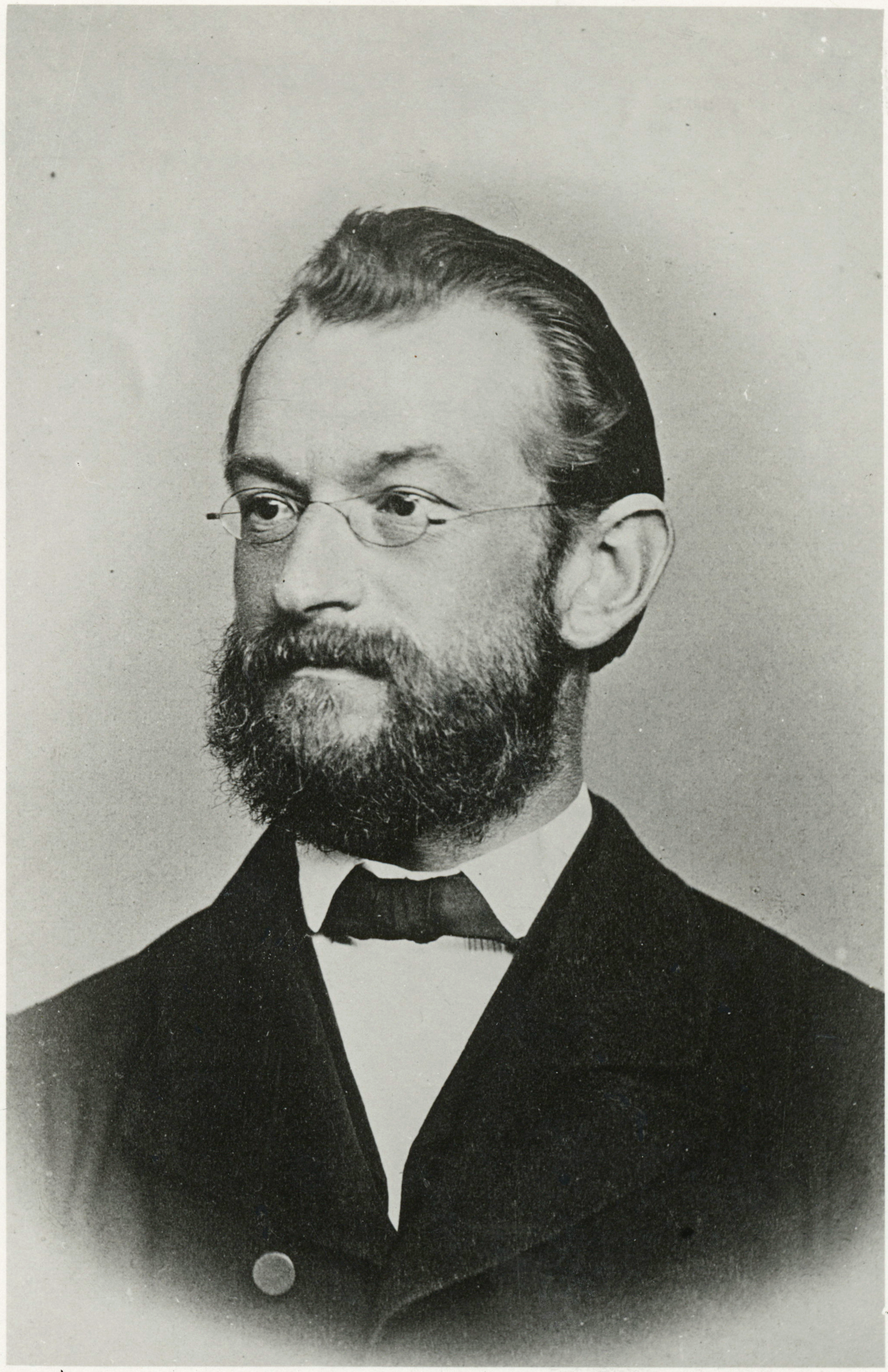
Ferdinand Regelsberger

Aloys Ferdinand Friedrich Waldemar Regelsberger (* 10. September 1831 in Gunzenhausen; † 28. Februar 1911 in Göttingen) war ein deutscher Zivilrechtler.

## Leben
Ferdinand Regelsberger besuchte die Elementar- und Lateinschule in Gunzenhausen. Ab 1843 besuchte er das  Gymnasium Carolinum (Ansbach), an dem er 1849 das Abitur machte. Im Wintersemester 1849/50 begann er an der Friedrich-Alexander-Universität Erlangen Rechtswissenschaft zu studieren. Im dritten Semester wechselte er an die Universität Leipzig. Dort musste er enttäuscht erfahren, dass die Regierung in Sachsen den liberalen Althistoriker Theodor Mommsen seines Amtes enthoben hatte. Regelsberger schätzte die Vorlesungen Wilhelm Eduard Albrechts. Zum Sommersemester 1852 kam er wieder nach Erlangen. 1852 wurde er im Corps Onoldia recipiert. Im Oktober 1853 legte er die Erste Juristische Staatsprüfung in Erlangen ab. Er trat 1853 in den Vorbereitungsdienst und arbeitete am Landgericht Heidenheim und am Kreis- und Stadtgericht in Ansbach. Nachdem er im Dezember 1855 die Große Staatsprüfung abgelegt hatte, war er weiterhin in Ansbach tätig. Ende Januar 1857 kam er an das Landgericht Erlangen. Mitte August 1857 wurde er mit der Arbeit über die formula hypothecaria, einer Pfandklage in Erlangen zum Dr. jur. utr. promoviert. Regelsberger  habilitierte sich 1858 bei Alois von Brinz in Erlangen über den Rang bei Pfandrechten. Seit 1858 in Erlangen Privatdozent, wurde er von der Universität Zürich zum Sommersemester 1862 als Nachfolger von Heinrich Dernburg auf das Extraordinariat für Römisches Recht berufen. Bereits nach einem Jahr rückte er zum Lehrstuhlinhaber auf. In Zürich war er Mitglied des Deutschen Nationalvereins. 1868 wurde er zum Rektor gewählt; aber er wechselte noch im selben Jahr als Nachfolger Rudolf von Jherings an die Hessische Ludwigs-Universität.
1872 an die Julius-Maximilians-Universität Würzburg berufen, wechselte Regelsberger 1881 an die Schlesische Friedrich-Wilhelms-Universität Breslau und 1884 an die Georg-August-Universität Göttingen. 1888 lehnte er einen  Ruf der Rheinischen Friedrich-Wilhelms-Universität Bonn ab. 1890 wurde Vorsitzender des Göttinger Schiedsgerichts für Invaliditäts- und Altersversicherung. Seit 1892 konnte er krankheitsbedingt seine Lehrtätigkeit nicht mehr wahrnehmen. 1907 wurde er von Lehrveranstaltungen unter Ausnahme eines zweistündigen Kollegs entbunden. Er starb mit 79 Jahren.

## Familie
Der Vater Friedrich Michael Regelsberger war Landrichter in Heidenheim. Mit Anna Wislicenus, die er 1869 geheiratet hatte, hatte er drei Kinder. Die Tochter Emilie (1869–1939) war mit dem Physiker Paul Drude verheiratet, die Tochter Hedwig (1876–1934) mit dem Historiker Karl Brandi.

## Ehrungen
- Orden vom Heiligen Michael (Bayern-Kurköln), Ritterkreuz I. Klasse (1879)
- Charakter als Geh. Justizrat (1887)
- Ehrendoktor der Jagiellonen-Universität
- In seiner Heimatstadt Gunzenhausen wurde eine Straße nach ihm benannt.

## Schriften
- Zur Lehre vom Altersvorzug der Pfandrechte. Erlangen 1859, Habilitationsschrift (MPIER-Digitalisat).
- Vorverhandlungen bei Verträgen, 1868 (MPIER-Digitalisat).
- Beiträge zur Lehre von der Haftung der Behörden und Beamten der Aktiengesellschaften. Ein Rechtsgutachten, Gießen 1872 (MPIER-Digitalisat).
- Studien im bayerischen Hypothekenrechte, mit vergleichender Rücksicht auf andere neuere Hypothekengesetzgebungen, Erlangen 1872 (MPIER-Digitalisat).
- Bayerisches Hypothekenrecht, 1. Auflage  1874, Band 1 (MPIER-Digitalisat), 1877, Band 2 (MPIER-Digitalisat), 2. Auflage 1895 (MPIER-Digitalisat), 3. Auflage 1897.
- Pandekten, Berlin 1893 (unvollendet; MPIER-Digitalisat).